# Jules Lejeune
Pour les articles homonymes, voir Le Jeune.
Jules-Ange-Ladislas Lejeune, né à Luxembourg le 5 mai 1828, mort à Bruxelles le 18 février 1911 à l'âge de 82 ans, et inhumé à Longlier, fut professeur à l’Université libre de Bruxelles, avocat à la Cour de Cassation, avant de devenir ministre de la Justice. Affilié au parti catholique, il fut également sénateur et nommé ministre d’État à la fin de sa vie. Il est principalement réputé pour les nombreuses réformes qu’il a menées lorsqu’il siégea comme ministre de la justice de 1887 à 1894.

## Biographie

### Origines et enfance
Jules Lejeune passa son enfance au Luxembourg. Sa famille était très influente sur le territoire actuel du grand-duché du Luxembourg. Son père, Jean-Jérôme, sa mère Joséphine-Petit, et son grand-père, Lambert Lejeune, ont eu des rôles importants dans la société.
Pendant l'annexion française (1794-1814) puis le royaume uni des Pays-Bas (1815-1830) puis l' Indépendance belge (1830), son grand-père, Lambert Lejeune, en plus d’être maire de la municipalité de Hosingen, avait des fonctions régionales considérables. Aussi, son père, Jean-Jérôme, grimpa dans les administrations nationales jusqu’à atteindre le poste d’inspecteur général au ministère des Finances. Ce fut d’ailleurs pour sa carrière que toute la famille quitta le Luxembourg et s’installa dès 1839 à Ixelles, rue du Berger, près de la porte de Namur. À Bruxelles naîtront les deux sœurs de Jules Lejeune, Cécile Constance et Joséphine-Antoinette.

### Adolescence et études
À son arrivée en Belgique, adolescent, Jules Lejeune commence ses études secondaires à l’Athénée Royal de Bruxelles. Étudiant dans un enseignement non catholique, il bénéficie tout de même, au sein de sa famille, d'une éducation religieuse.
Ensuite, il fait des études de droit à l’Université libre de Bruxelles. A 19 ans, encore étudiant, son mémoire portant sur l’Histoire des institutions judiciaires en Belgique est récompensé par l’Académie. En 1851, il obtient un diplôme de docteur en droit puis celui de docteur en sciences politiques et administratives.
Jules Lejeune, à l’origine de nationalité luxembourgeoise, décide à l’âge de 21 ans, le 10 avril 1850, de prendre la nationalité belge.

### Vie familiale
Il épouse Mathilde-Marcelle Vriens, femme d'origine bourgeoise, très active dans beaucoup d’associations. En effet, elle prenait part de façon régulière aux initiatives bienfaisantes en s’investissant dans différentes œuvres de patronage. Elle était notamment présidente de « L’Union des Femmes belges contre l’Alcoolisme » et vice-présidente de la « soupe scolaire » de l’enseignement libre. À la suite de problèmes de santé, Mathilde de Vriens meurt à Genval le 30 juin 1904.
Ils eurent deux enfants, Julio et Mathéa. Son fils, Julio Lejeune de Mürsbach est né à Londres le 1er mai 1869 et fit ses études à l’école d’embarquement à Canterbury. Il entra plus tard dans la diplomatie et représenta la Belgique à travers l’Europe. Il fut aussi ministre plénipotentiaire à Mexico et au Luxembourg. Il épousa ensuite, en Espagne, la duchesse de Conquista, Pilar de Chaves.
Quant à sa fille, Mathéa, elle épousa le 2 juillet 1898 le prince Alphonse de Chimay, qui joua un rôle considérable et controversé dans la sphère politique. Ils eurent tous deux des enfants, fort choyés par Jules Lejeune.

### Jules Lejeune, professeur et avocat

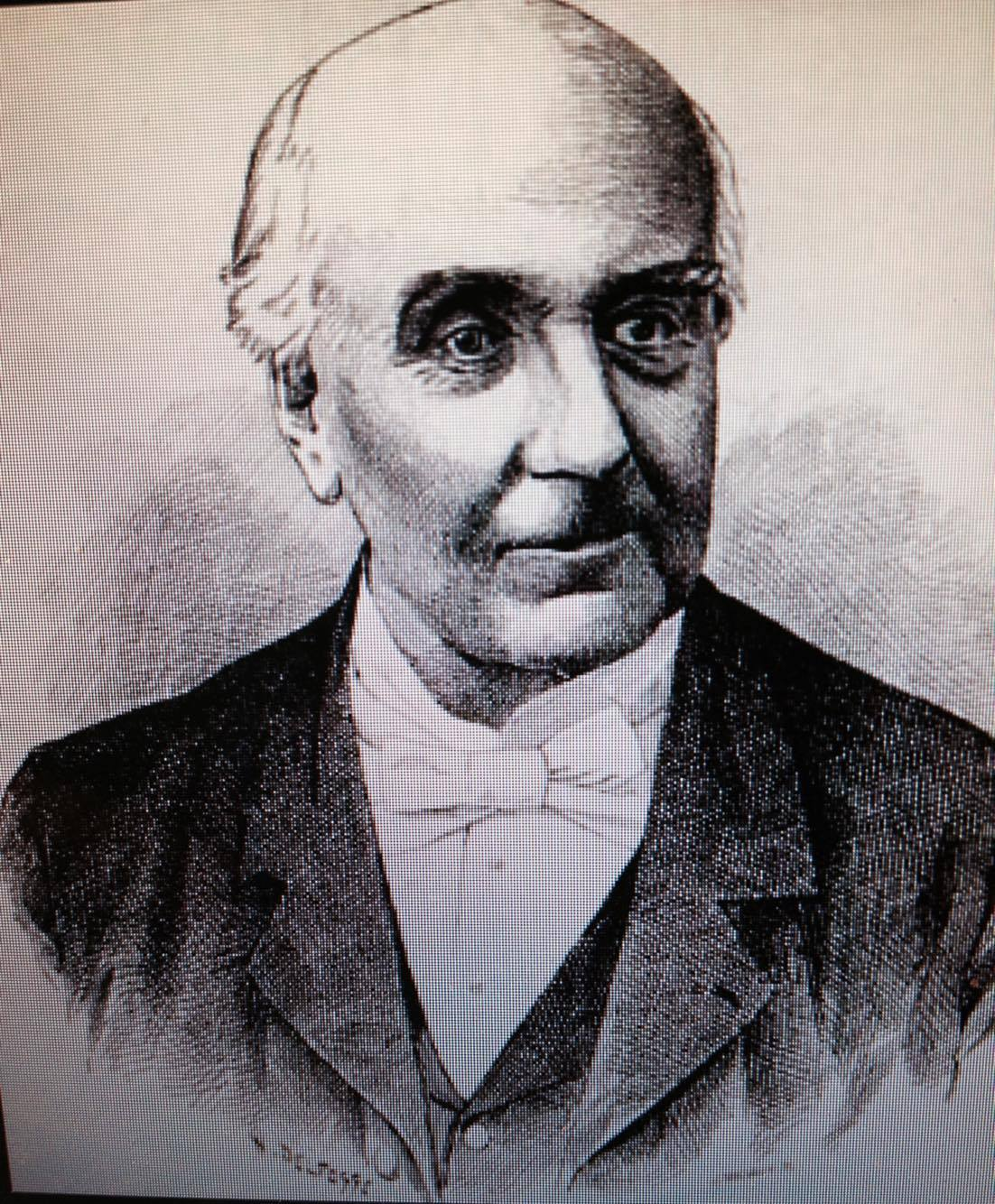
Portrait de Jules Lejeune.

Il commence une carrière d’avocat au barreau de Bruxelles. Parallèlement, en 1857, il devient avocat des ministères des Finances et des Travaux publics.
Il quitte par la suite ce poste pour exercer, en 1860, la fonction d’avocat au barreau de la Cour de cassation, où il passe une grande partie de sa vie, plus de 50 ans. Lejeune fut d’ailleurs réputé pour passer la plupart de son temps au palais de justice ainsi que pour ses nombreux talents d’orateur. Il fut notamment chargé des procès les plus fameux de son époque tels que l’affaire Langrand-Dumonceau, le procès Peltzer et l’affaire Vandersmissen.
Par la suite, en 1860, il entama sa carrière professionnelle en tant que professeur d’économie politique à l’Université libre, succédant à Auguste Orts qui figurait avec Auguste van Dievoet parmi les plus brillants avocats en Cassation de son temps avec Pierre Sanfourche-Laporte, bâtonnier de 1836 à 1852, et Hubert Dolez, bâtonnier qui dominer le barreau de Cassation. Il fut d’abord nommé professeur extraordinaire avant d’être titularisé professeur ordinaire en 1878.

## Carrière politique

### Carrière au ministère de la Justice
Après sa carrière d’avocat et de professeur, il fut appelé en 1887 par Auguste Beernaert, président du Conseil, pour être à la tête du ministère de la Justice. Il occupa le poste de ministre extra-parlementaire de la Justice jusqu’en 1894.
Arrivé avec une réputation d’avocat hors pair ainsi que de jurisconsulte honorable, il amena avec lui un nombre incalculable d’idées novatrices et réformatrices principalement en matière de récidive, considérée selon lui comme le grand facteur du crime et d’insuffisance du système pénal et pénitentiaire.
Il s’intéressera aussi à d’autres domaines dont celui de la protection de l’enfance, le vagabondage, la mendicité et la lutte contre la criminalité. Il introduisit différentes réformes considérables dans ces matières.
Après 6 ans et demi de production législative prolifique, il quitta le ministère le 17 mars 1894. La même année, il fut nommé ministre d’État pour ensuite aller siéger au Sénat jusqu’en juin 1900, où il tentera de changer le cadre régissant les jeux, l’alcool et la prostitution.

### Grandes réformes

#### Protection de l'enfance
Au cours d’une visite en prison, il commence à s’intéresser à la criminalité infantile en examinant plusieurs dossiers, et prend conscience de la nécessité « de mettre fin à un régime législatif jugé néfaste pour l’enfance ».
Dès lors, il lance une campagne en déposant le 10 août 1899 le premier projet de loi relatif à la Protection de l'enfance . Ce projet veut améliorer le sort des enfants victimes d’abus de la de leurs parents ou de leurs tuteurs. L’idée principale de cette loi est d’empêcher l'emprisonnement des mineurs de moins de 16 ans et de les diriger vers des Établissements d’éducation aussi appelés « écoles de bienfaisance », qui doivent contribuer au bien-être des jeunes et leur choisir une bonne famille afin qu'ils puissent à leur sortie retrouver une vie normale et se réintégrer correctement dans la société.
Pour concrétiser cette loi, il fait appel à la collaboration internationale des Congrès du Patronage, qu'il présidait lui-même. Ainsi il met en place un comité de patronage par arrondissement judiciaire pour recueillir des enfants moralement abandonnés et les placer chez des particuliers ou dans des institutions.
À côté de ces comités, il mettra également en place en 1892 avec quelques autres personnalités parmi lesquelles le futur Premier ministre Henri Jaspar, la Société protectrice des Enfants Martyrs, future Sociéte Royale Protectrice de l'Enfance , qui vient en aide aux enfants objets de maltraitance, et dont le siège social se trouve à Bruxelles.
De 1889 jusqu'à sa mort, Lejeune travaillera sur les projets de loi relatifs à la protection de l’enfance.

#### Liberté conditionnelle et réforme des prisons
La volonté de Jules Lejeune de modifier le système pénal naît de l’émergence d’une nouvelle vision de la criminalité et plus spécifiquement des notions novatrices et plus scientifiques du crime, du délinquant et de la responsabilité pénale de l’inculpé.
Le 23 mars 1888, peu après son arrivée au ministère, il dépose à la Chambre des Représentants un projet de loi pour « l’établissement de la liberté conditionnelle et des condamnations conditionnelles dans le système pénal ». L’exposé des motifs souligne sa volonté de défendre la société face aux récidivistes, en prévoyant une pression sociale plus efficace par un « internement » de longue durée.
Cette double loi sur la condamnation et la liberté conditionnelle, adoptée en Belgique sous le nom de la « loi Lejeune », fut la première en Europe. Peu de temps après, la France suivit cet exemple par l’adoption de la « loi du pardon ».
De plus, toujours dans la même optique, il présente à la Chambre le 5 juillet 1889 un autre projet sur « l’application du régime cellulaire », qui marqua le point de départ de diverses réformes du système pénitentiaire.
La loi de libération conditionnelle de Lejeune peut être rattachée au mouvement de défense sociale qui était représenté en Belgique par Adolphe Prins. Cette loi différait de la pensée pénale « classique ». En effet, avant ce projet de loi, la durée de la peine était uniquement décidée en fonction de la gravité du délit commis. Les initiateurs de la loi Lejeune partaient du principe que l'application systématique d'une peine fixée par le juge était une base trop faible pour avoir un véritable pouvoir moral sur le délinquant. Mais avec la loi de 1888, il était possible de libérer le condamné de manière anticipée et donc d'adapter la sévérité et la durée de la peine à chaque situation prise en compte individuellement. La libération conditionnelle, en plus des initiatives de reclassement, devait en principe permettre une meilleure réintégration et socialisation du détenu.
Cependant, la loi de 1888 causa quelques incertitudes étant donné que c'était une mesure dite de faveur. Dans le but de rassurer la population et de juger l'efficacité de ce nouveau système, un article 10 (absent dans le projet de loi initial) fut ajouté par amendement, imposant un compte rendu annuel aux Chambres. En 1899, une loi décréta qu'il n'était plus nécessaire de faire rapport tous les ans ; un rapport spécial déposé seulement tous les trois ans était jugé suffisant (il semble cependant que ces rapports trisannuels n'aient jamais vraiment vu le jour).
Cette nouvelle loi avait cependant aussi des points négatifs. En effet, un condamné auquel on infligeait une peine indéterminée pouvait parfois rester jusqu'à 10 ou 14 ans sans avoir une idée précise de la durée de sa condamnation. Cette loi ne fut d'ailleurs pas bien accueillie par un certain nombre de directeurs de prisons. Un autre problème est la réaction de la population face à la libération conditionnelle, car il existait un gros préjugé au sujet des détenus libérés après avoir purgé seulement un tiers de leur peine initiale.
Jules Lejeune fut aussi l’initiateur des conférences dans les prisons< et à la base de la création d’un quartier commun pour femmes dans la prison de Tournai.

#### Loi sur la répression du vagabondage et de la mendicité
La loi sur la répression du vagabondage et de la mendicité succède directement à la loi sur la libération conditionnelle. Jules Lejeune n'acceptait pas l’idée qu’on condamne des personnes qui doivent mendier parce qu’elles n’ont pas de travail.
Il met alors en place d’autres comités de patronage près des dépôts de mendicité et des refuges. Ces comités étaient chargés de reclasser socialement les mendiants et les vagabonds une fois qu’ils sortaient de l’établissement. Les mineurs vagabonds et mendiants pouvaient également être redirigés vers des écoles de bienfaisance jusqu’à ce qu’ils aient atteint l’âge de la majorité.

## Postérité
Aujourd’hui, on peut constater l’influence de Jules Lejeune autant d’un point de vue législatif qu’au niveau sociétal.     

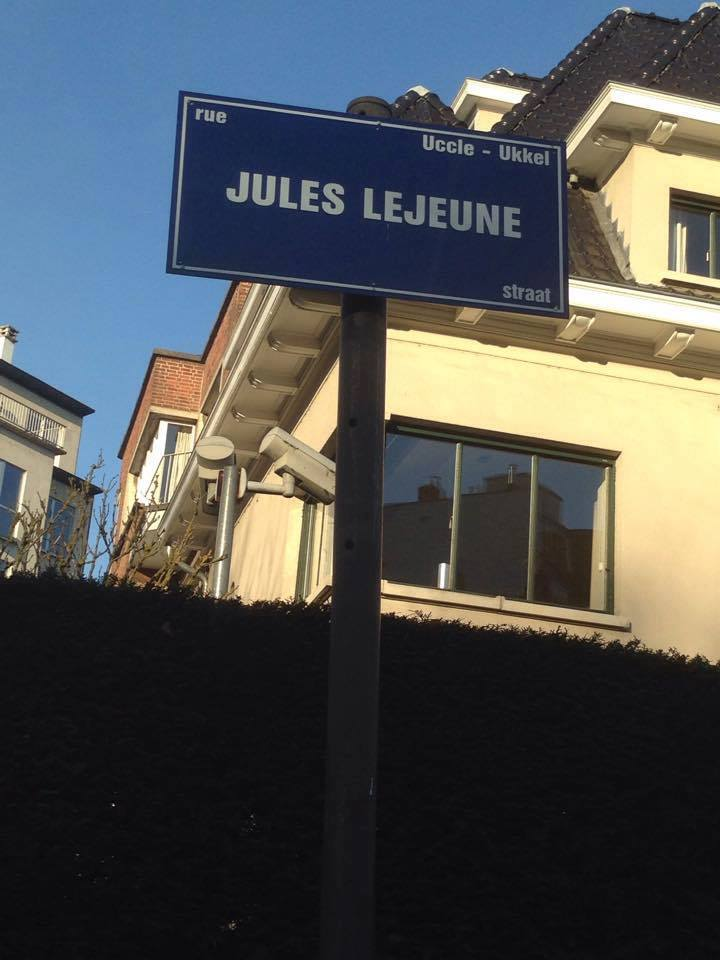
Rue Jules Lejeune, Uccle, Bruxelles.

À Wezembeek-Oppem un pensionnat porte son nom et rend ainsi hommage à ce défenseur de la cause infantile: de la ferme-école pour garçons créée à l'origine par la Société protectrice des Enfants martyrs (future Société Royale Protectrice de l’Enfance), naîtra notamment le Pensionnat Jules Lejeune. Parallèlement l'école ménagère pour jeunes filles de la SRPE deviendra le Pensionnat Henri Jaspar, basé à Watermael-Boitsfort. 
Il existe par ailleurs une rue à son nom à Ixelles, où il a été conseiller communal de 1861 à 1872. Ouverte au début du XXe siècle, elle se trouve à cheval entre les communes d'Ixelles et d'Uccle. D'élégantes habitations sont érigées entre 1920 et 1930 pour des propriétaires aisés, et illustrent les grandes tendances de l'architecture de l'entre-deux-guerres : du style Beaux-Arts .     
D'un point de vue législatif, la loi Lejeune sur la libération conditionnelle fut réformée par la loi du 29 juin 1964. En ce qui concerne son volet sur la condamnation conditionnelle, elle subira des modifications au niveau du sursis, de la suspension et de la probation.     
Pour ce qui est de la partie sur la libération conditionnelle, au départ, elle reste inchangée, régie par la loi Lejeune de 1888 mais l’intitulé change et devient en 1964 “Loi établissant la libération conditionnelle dans le système pénal”.
À la suite de l’affaire Dutroux, le régime de la loi de 1964 sera modifié par deux autres lois, celles du 5 mars et du 18 mars 1998. Par ces modifications, la loi du 5 mars 1998 abrogera la loi Lejeune de 1888.
En outre, il faut également noter que Jules Lejeune fut à la base de grandes réformes qui furent adoptées plus tard, sous l'impulsion de ses successeurs, Henri Carton de Wiart et Emile Vandervelde.